# ФК Линкълн Сити
ФК Линкълн Сити (на английски: Lincoln City Football Club) е Английски футболен клуб от град Линкълн, играещ в Лига 1, трето ниво на английския футбол. Днешния им прякор е Дяволчета. Клубът е основан през 1884 г. Играе срещите си на Синсил Банк в Линкълн. Традиционно играят с червено-бели фланелки, черни гащета и червени чорапи.

## История
Отборът се формира през 1884 г. от аматьорска асоциация. През сезон 1891/92 Линкълн влиза в професионалния футбол. В началото играе на стадиона „Джон О'Гаунс“, но през 1895 г. се премества на сегашния си стадион „Синсил банк“.
Отборът е три пъти шампион в Трета Дивизия (север) през сезоните 1931 – 32, 1947 – 48 и 1951 – 52. В Четвърта Дивизия (сега Лига 2) става шампион един път през сезон 1975/76 (тогава техен треньор е Греъм Тейлър).